# Positionstalsystem
Et positionstalsystem er et talsystem, hvor værdien af et enkelt ciffer afhænger af, hvilken position det har i tallet. Det titalssystem vi i dag anvender er netop et positionstalsystem med faste pladser til énere, tiere, hundreder osv. Romertallene er derimod et additivt talsystem, da tallenes værdi altid er den samme uanset placering i det samlede tal.

## Sådan virker et positionstalsystem
Et positionstalsystem har et tilknyttet grundtal, {\displaystyle n}, som samtidig angiver det antal forskellige symboler der skal bruges til at repræsentere cifre: Hver af disse n cifre tildeles en heltallig værdi, fra og med nul, til og med {\displaystyle n-1}. Eksempelvis har det velkendte titalssystem grundtallet 10, og der bruges 10 forskellige slags cifre. Disse cifre repræsenterer "i sig selv" værdier fra og med 0, til og med {\displaystyle 10-1=9}, og heraf følger at hvis man skal kunne skrive andre tal end nul, må der være mere end det ene ciffer; grundtallet skal med andre ord være mindst to.
Som navnet antyder betyder et givent ciffers position i tal skrevet med et positionstalsystem noget for cifferets værdi: En læser der er vant til titalssystemet, kan let identificere hvilke cifre i et givent tal der repræsenterer énere, tiere, hundreder osv.; i tal uden decimalkomma er eksempelvis enerne altid det sidste ciffer.
De størrelser vi bruger til at omtale de enkelte pladser, "énere", "tiere", "hundreder" osv., kaldes for vægte, og de følger et ganske bestemt mønster:
| Plads                          | Titalssystemet                          | n-tals-system           |
| Sidste (før evt. decimalkomma) | "Énere"; {\displaystyle 10^{0}=1}       | {\displaystyle n^{0}=1} |
| Næstsidste                     | "Tiere"; {\displaystyle 10^{1}=10}      | {\displaystyle n^{1}=n} |
| 3.-sidste                      | "Hundreder"; {\displaystyle 10^{2}=100} | {\displaystyle n^{2}}   |
| 4.-sidste                      | "Tusinder"; {\displaystyle 10^{3}=1000} | {\displaystyle n^{3}}   |

Vægtene for de enkelte cifferpositioner kan beregnes ganske enkelt som grundtallet, for eksempel 10, opløftet til heltallige potenser der svarer til cifferets position; 0 for det sidste ciffer (før et evt. decimalkomma); énerne, 1 for det næstsidste ciffer; tierne, 2 for tredjesidste ciffer; hundrederne, osv.. Bemærk, at eftersom ethvert tal opløftet til nul giver én, vil ethvert positionssystem altid have en position med vægten én; en plads der hedder "énere". Alle andre positioner har forskellige vægte i positionstalsystemer med forskellige grundtal, men "éner-pladsen" er et fællestræk for alle sådanne talsystemer.
Så længe der ikke er noget decimalkomma, gælder konventionen om at sidste ciffer altid er énerne, men da positionssystemet uden vanskelighed kan udvides til også at repræsentere ikke-hele tal med en valgfri (men dog endelig) grad af præcision, har man indført decimalkommaet til at markere énernes plads – eller rettere, grænsen mellem cifre der repræsenterer henholdsvis heltals- og decimaldelen af tallet.
Ved at "numerere" pladserne efter decimalkommaet "i forlængelse" af systemet før kommaet, får man følgende "mønster" for decimalernes vægte:
| Plads                       | Titalssystemet                                                               | n-tals-system                             |
| Første ciffer efter kommaet | "Tiendedele"; {\displaystyle 10^{-1}={\frac {1}{10}}}                        | {\displaystyle n^{-1}={\frac {1}{n}}}     |
| Andet ciffer efter kommaet  | "Hundrededele"; {\displaystyle 10^{-2}={\frac {1}{10^{2}}}={\frac {1}{100}}} | {\displaystyle n^{-2}={\frac {1}{n^{2}}}} |
| Tredje ciffer efter kommaet | "Tusindedele"; {\displaystyle 10^{-3}={\frac {1}{10^{3}}}={\frac {1}{1000}}} | {\displaystyle n^{-3}={\frac {1}{n^{3}}}} |

## Eksempler på positionstalsystemer
Titalssystemets grundtal er, set fra et "rent matematisk" synspunkt, et arbitrært valg; de eneste krav matematikken stiller er at grundtallet er helt og større end én. Set fra et praktisk synspunkt skal grundtallet ikke være større end at "almindelige mennesker" relativt let kan lære og overskue det givne antal cifre, men omvendt betyder meget små grundtal at selv moderat store tal kræver mange cifre; i det binære talsystem, som har det mindst mulige grundtal, 2, kræves der i gennemsnit cirka 3,3 gange så mange cifre som i titalssystemet for at skrive det samme tal. Alligevel frembyder netop det binære talsystem en fordel der udnyttes i stor stil i digital elektronik, og i særdeleshed i computere: De to mulige cifre, 0 og 1, repræsenteres ved henholdsvis et "afbrudt" og et "sluttet" elektronisk kredsløb. Information på denne måde kan derefter behandles af elektronikken, ved hjælp af kredsløb der populært sagt kan "tænde og slukke for hinanden". Ulempen med de "uforholdsmæssigt" mange cifre opvejes derefter af at computeren selv kan omregne til/fra titalssystemet eller andre repræsentationer, så brugeren normalt aldrig "møder" de binære tal.
I nogle tilfælde kan det dog svare sig ikke at komme "for langt væk" fra de binære tal, og her viser det sig ganske nemt at omregne mellem positionstalsystemer, hvoraf det enes grundtal er en heltallig potens af det andet systems grundtal. For eksempel ville det være nemt at omregne mellem titalssystemet og et hundrede-talssystem; hvert ciffer i hundredetalssystemet svarer til en kombination af to cifre i titalssystemet, og et tal i titalssystemet skal blot inddeles i grupper a 2 cifre, og hvert cifferpar "omsættes" til det tilsvarende ciffersymbol i 100-talssystemet.

Tilsvarende er der visse talsystemer, for eksempel det oktale og det hexadecimale talsystem, som nemt kan "oversættes" til/fra det binære talsystem, fordi grundtallene {\displaystyle 8=2^{3}} og {\displaystyle 16=2^{4}} er hele potenser af 2. Af den grund ser man ofte sådanne talsystemer brugt i forbindelse med maskinkode-programmering.

## Notation
I talsystemer med grundtal mindre end ti bruger man almindeligvis et "udvalg" af de sædvanlige ti cifre fra det vante titalssystem; for eksempel skrives binære tal med cifrene 0 og 1, og det oktale talsystem med cifrene 0, 1, 2, 3, 4, 5, 6 og 7. Når der, som i eksempelvis det hexadecimale talsystem, er flere end ti cifre, bruger man alfabetets bogstaver som cifre: Det hexadecimale talsystems i alt 16 cifre bliver således: 0, 1, 2, 3, 4, 5, 6, 7, 8, 9, A, B, C, D, E og F.
I situationer hvor der opereres med tal skrevet i flere positionstalsystemer med forskellige grundtal, bruger man gerne at notere grundtallet i subscript lige efter den egentlige talangivelse, for eksempel 123410 som betyder "1234, læst efter titalssystemet".